# Mikropaläontologie

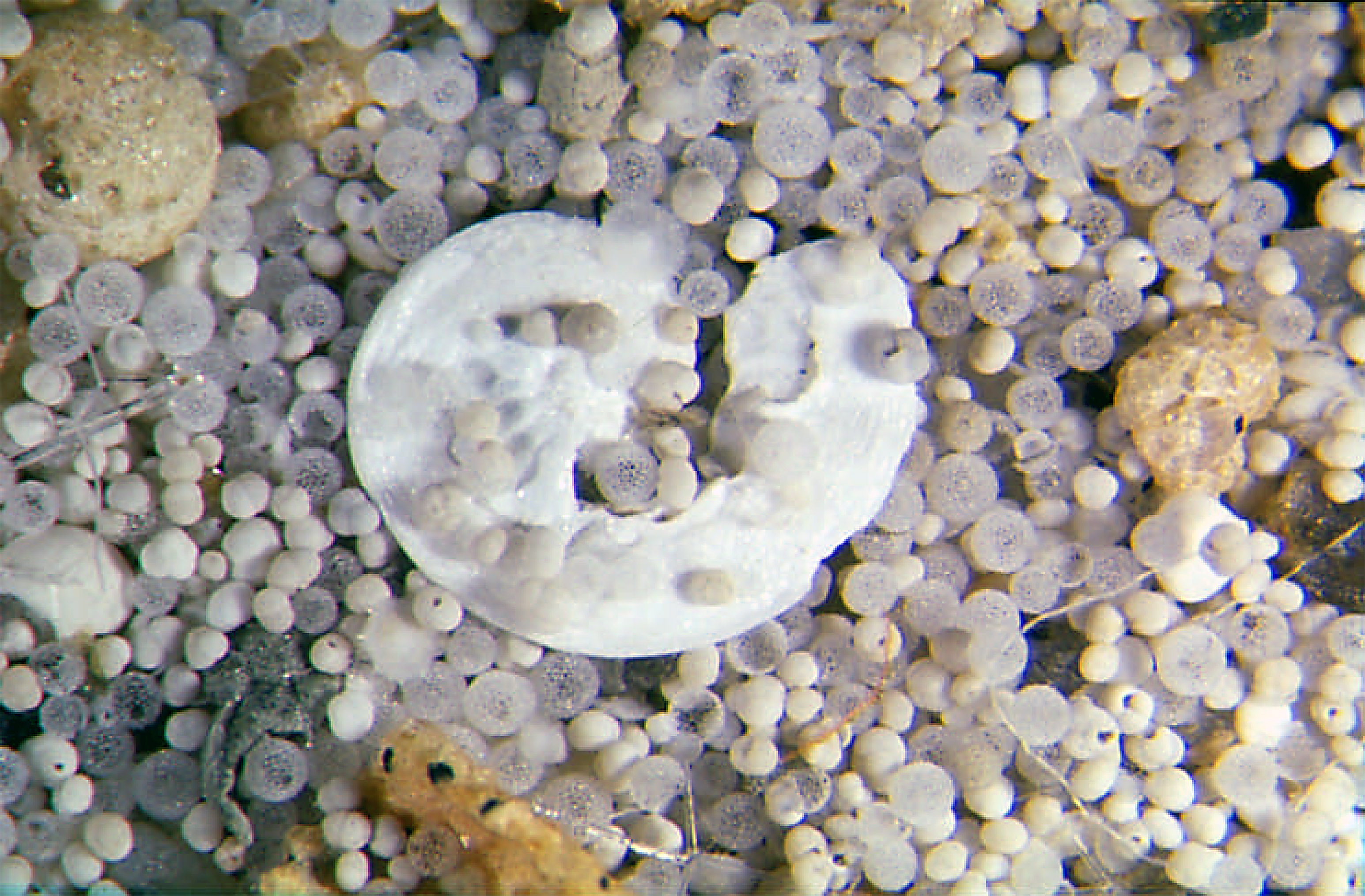
Etwa 12.000 Jahre alte Probe mit Mikrofossilien vom antarktischen Kontinentalhang (Weddell-Meer): Radiolarien (durchscheinende kleine Sphären, Ø ≈ 0,5 mm), Schwammnadeln (glasig), planktische Foraminiferen (weiß, klein), benthische Foraminiferen (große weiße Schale und gelbliche, aus Sandkörnern gebaute Schalen)

Mikropaläontologie ist das Teilgebiet der Paläontologie, das sich mit dem Studium der Mikrofossilien befasst. Als Mikrofossilien werden Fossilien von Mikroorganismen und mikroskopisch kleine fossile Reste größerer Lebewesen bezeichnet. Das Studium der Makrofossilien trägt sinngemäß die Bezeichnung Makropaläontologie.

## Aufbereitung der fossilführenden Probe
Mikrofossilien sind im Gelände oft nicht mit bloßem Auge oder der Lupe zu erkennen. Um dennoch festzustellen, ob ein Gestein Mikrofossilien enthält, werden von einer Gesteinsprobe Dünnschliffe (einige Zehntel bis Hundertstel mm dicke Gesteinscheiben) angefertigt, in denen unter dem Mikroskop gegebenenfalls Querschnitte von Mikrofossilien zu erkennen sind. Die Mikrofossilien können mittels Aufbereitung im Labor gewonnen werden. Das Handstück ist dafür zunächst mechanisch zu zerkleinern.
In Abhängigkeit von der chemischen Zusammensetzung des Gesteins und der vermuteten Mikrofossilien, können anschließend verschiedene physikalisch-mechanische oder nass-chemische Aufbereitungsmethoden angewandt werden. Es folgen einige Beispiele (die Gesteinsbruchstücke befinden sich dafür in geeigneten Probegefäßen):
| Methode                                                 | Mikrofossil: Skelettsubstanz         | Sedimentgesteinstyp                                 | Wirkungsweise |
| ------------------------------------------------------- | ------------------------------------ | --------------------------------------------------- | --- |
| Säureätzung mit verdünnter Ameisensäure oder Essigsäure | Kieselsäure, Phosphat oder organisch | Karbonat                                            | das (stärker) säurelösliche Karbonat im Gestein wird weggelöst / die Fossilien und andere unlösliche Bestandteile liegen frei                                                                     |
| Säureätzung mit Fluorwasserstoff                        | organisch                            | alle (inkl. Silikat)                                | alle Gesteinsbestandteile bis auf die organischwandigen Fossilien werden weggelöst |
| Behandlung mit Wasserstoffperoxid                       | alle                                 | schwach bis mittelstark verfestigte Tone und Mergel | katalytische Reaktion mit Kohlenstoffverbindungen; der freigesetzte Sauerstoff sprengt das Gestein                                                                                                |
| Kristallisationssprengung mit Glaubersalz               | alle                                 | alle mit Poren                                      | die Lösung dringt in die Poren ein und infolge einer herbeigeführten Temperaturerhöhung oder -erniedrigung bilden sich Glaubersalz-Kristalle, die durch ihr größeres Volumen das Gestein sprengen |

Nach der Trocknung der Restprobe (Schlämmrückstand) liegen Körnerpräparate vor, in denen die Mikrofossilien je nach Methode zu einem mehr oder weniger großen Anteil enthalten sind. Falls sich die Fossilien und das Restgestein in der Dichte unterscheiden, ist die Anreicherung der Fossilien durch Dichtetrennung möglich.

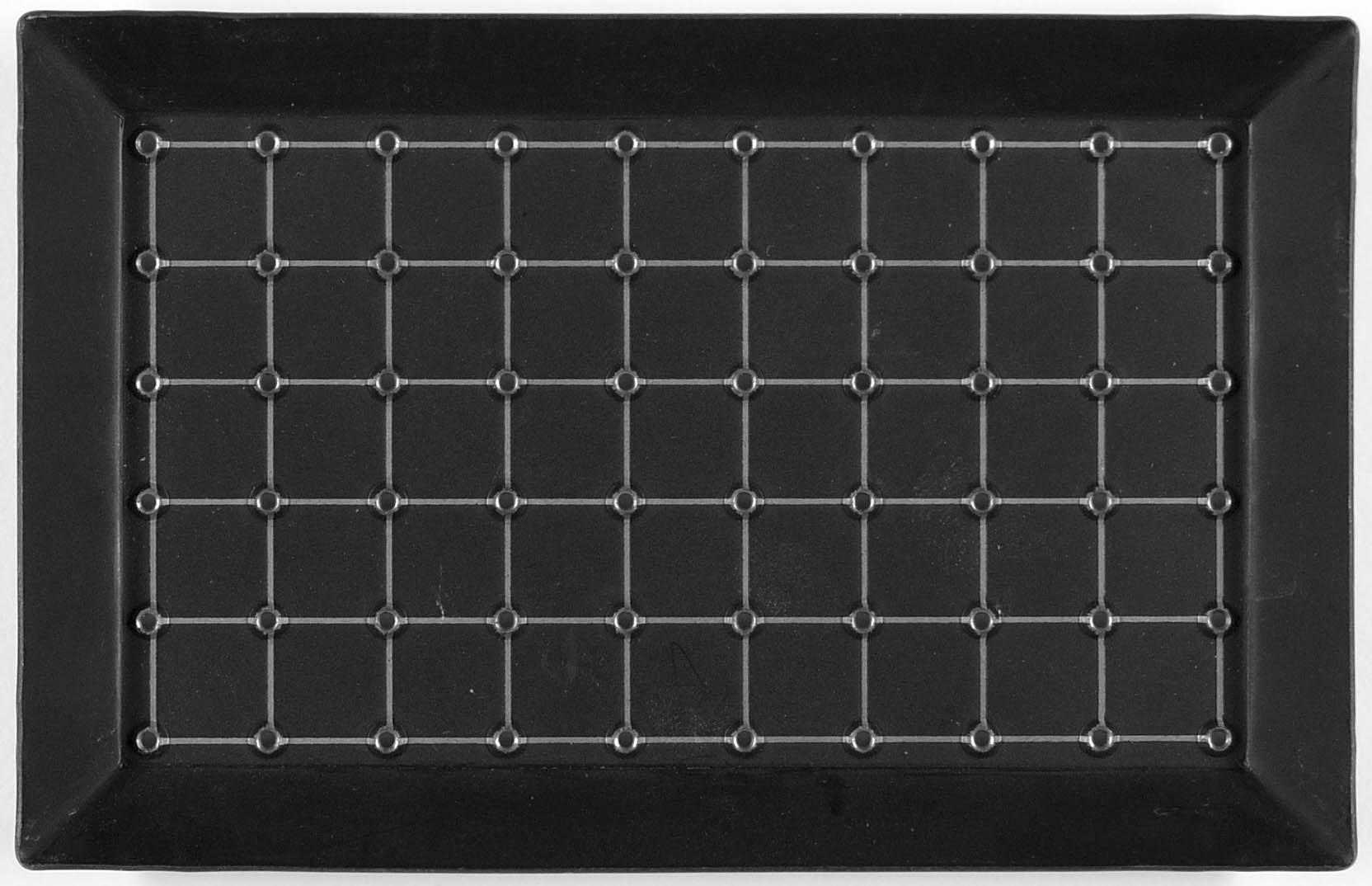
Für das Auslesen der Fossilien aus einem Körnerpräparat werden Standardausleseschalen (gelocht oder ungelocht) mit 5 × 9 Feldern von je 1 cm² verwendet.

Im letzten Schritt vor der wissenschaftlichen Bearbeitung werden die Mikrofossilien unter dem Stereomikroskop aus dem Körnerpräparat aussortiert und in ein geeignetes Aufbewahrungsmedium wie beispielsweise eine Franke-Zelle abgelegt. Eine Franke-Zelle ist ein Papp- oder Kunststoffträger im Format der üblichen Mikroskopie-Objektträger mit einer vertieften Aufbewahrungsmulde, die durch ein transparentes Schiebedeckelchen aus Glas oder Kunststoff geschlossen werden kann.

## Wissenschaftliche Bearbeitung
Die Morphologie einzelner Mikrofossilien wird durch Zeichnungen und Fotografien dokumentiert. Das Stereomikroskop, mit dem man Objekte räumlich sehen kann, ist dabei das wichtigste Hilfsmittel. Zum Fotografieren ist für die Schnittstelle Kamera/Stereomikroskop ein passendes Adapterbauteil erforderlich. Bei besonders kleinen und filigranen Mikrofossilien wird das Rasterelektronenmikroskop, das Objekte ebenfalls räumlich abbildet, zur Dokumentation verwendet.
Schließlich erfolgt die Vermessung, wissenschaftliche Beschreibung und Klassifikation der Mikrofossilien. Bei einer großen Anzahl an Exemplaren können die Daten der Messungen und Beschreibungen statistisch ausgewertet werden.

## Mikrofossiliengruppen
- Acritarcha
- Charophyta (eine Gruppe der Süßwassergrünalgen)
- Chitinozoa
- Chrysophyta (eine Gruppe der Süßwassergrünalgen)
- Coccolithophorida (eine Gruppe autotropher Einzeller)
- Conodonten (eine Gruppe kieferloser Wirbeltiere)
- Diatomeen (Kieselalgen)
- Foraminiferen (Kämmerlinge)
- Ostracoda (Muschelkrebse)
- Ichthyolithe (Fischknochen)
- Pollen
- Radiolarien (Strahlentierchen)
- Spicula (Schwammnadeln)
- Sporen

## Geologische Bedeutung der Mikrofossilien
Die besondere Bedeutung der Mikrofossilien liegt in deren häufig reichem Vorkommen in kleinsten Probenmengen. Meist stehen für die weiteren Untersuchungen hunderte bis zehntausende Exemplare einer Art zur Verfügung. Dadurch sind umfangreiche Exemplar-Suiten auch bei eng horizontierter Probenentnahme gewinnbar. Die bedeutsame Arbeit über die Foraminiferen-Gattungen Gaudryina und Spiroplectinata basiert beispielsweise auf etwa 18.000 Exemplaren aus einem Zeitraum von ca. 14 Millionen Jahren. Durch die geringe Größe der Fossilien sind untersuchbare Exemplare auch im so genannten Bohrklein, den mit der Bohrspülung aus einer Tiefbohrung transportierten Gesteinstrümmern, vorhanden. Dadurch ist die Mikropaläontologie zusammen mit der Geophysik eine in der Erdölgeologie unverzichtbare Wissenschaftsdisziplin.
In den meisten im Folgenden genannten Zweigen der Geologie und Paläontologie sowie den darin angewendeten Methoden können Makrofossilien prinzipiell den gleichen Zweck erfüllen wie Mikrofossilien. Mikrofossilien haben jedoch den bereits genannten Vorteil, dass sie auch in makrofossilarmen Fazies (z. B. in hemipelagischen Sedimenten) und dort auch in kleinen Proben oft zahlreich vorhanden sind.
- Stratigraphie:
  - Mikrofossilien als Leitfossilien sind eine wesentliche Stütze der modernen Biostratigraphie, vor allem im Paläozoikum und Känozoikum
  - speziell in der Geschiebekunde lässt sich durch die getrennte mikropaläontologische Bearbeitung einzelner Geschiebe (= einzelner eiszeitlicher Gerölle) der betreffende Sedimentkörper stratigraphisch einordnen und das Liefergebiet bestimmen oder stark einschränken. Zum Teil sind Liefergebiete vertreten, die mittlerweile abgetragen sind und damit „in situ“ nicht mehr existieren.
- Sedimentologie – Biofazies/Palökologie:
  - Das Auftreten oder die Häufung bestimmter Mikrofossilien gibt Auskunft über die Lebensbedingungen im betreffenden Sedimentationsraum (Faziesanzeiger).
- Geochemie – Isotopenstratigraphie/Paläoklimatologie:
  - Die in den Schalen von Mikrofossilien konservierten Verhältnisse der stabilen Isotope von Sauerstoff, Kohlenstoff oder anderer leichter Elemente geben Auskunft über bestimmte biotische/abiotische Umweltfaktoren wie z. B. Temperatur, Salinität, biologische Aktivität und/oder das globale Vereisungsvolumen. Da sich durch klimatisch bedingte Vorgänge, z. B. die Verdunstung von Wasser, bestimmte Isotopenverhältnisse einstellen, können sie als paläoklimatischer Indikator genutzt werden. Eine Zeitreihe von Isotopendaten, die aus Mikrofossilien-Proben aufeinander folgender Schichten gewonnen wurden, kann durch Vergleich mit einer globalen Isotopenkurve die zeitliche Einordnung der untersuchten Sedimentgesteinsabfolge liefern.
- Erdölgeologie – Thermischer Reifegrad von Sedimenten
  - Die Elemente des Fressapparates der Conodonten zeigen im Inneren eine Wechsellagerung von Skelettphosphat und organischer Substanz. Durch ansteigende Temperaturen während der Diagenese (Sedimentverfestigung) infolge zunehmender Versenkungstiefe oder der Wärmebeanspruchung durch einen nahen magmatischen Körper kommt es zur Inkohlung der organischen Substanz und die ursprünglich cremefarbenen Elemente verfärben sich zunehmend braun und sind bei etwa 300 °C schwarz. Noch höhere Temperaturen führen über verschiedene Graustufen wieder zu einer Aufhellung und bei 700 °C sind die Elemente vollkommen weiß und vielfach durchsichtig. Auf dieser temperaturabhängigen Verfärbung beruht eine siebenstufige Farbskala, der so genannte Conodont Alterations Index (CAI), der ein Maß für die thermische Überprägung und den Grad der Metamorphose des Gesteins ist. Bei hohen CAI-Werten waren in den Sedimenten für einen bestimmten Zeitraum keine Kohlenwasserstoffe stabil, sie können daher keine Speichergesteine für Erdöl sein. Die Verfärbung von Conodonten ist somit ein wichtiger Indikator bei der Prospektion auf Erdöl und Erdgas.